# Csulúnhorót járás
Csulúnhorót járás (mongol nyelven: Чулуунхороот сум) Mongólia Keleti tartományának egyik járása. Területe 6539 km². Népessége kb. 1800 fő.
Székhelye, Eréncav (Эрээнцав) 240 km-re fekszik Csojbalszan tartományi székhelytől.